# العلاقات الصينية الليختنشتانية
العلاقات الصينية الليختنشتانية هي العلاقات الثنائية التي تجمع بين الصين وليختنشتاين.

## مقارنة بين البلدين
هذه مقارنة عامة ومرجعية للدولتين:
| وجه المقارنة                                              | الصين                    | ليختنشتاين                                 |
| --------------------------------------------------------- | ------------------------ | ------------------------------------------ |
| المساحة (كم2)                                             | 9.60 مليون               | 16                                         |
| عدد السكان (نسمة)                                         | 1.33 مليار               | 37.47 ألف                                  |
| الكثافة السكانية (ن./كم²)                                 | 138.54                   | 234.19 ألف                                 |
| العاصمة                                                   | بكين                     | فادوتس                                     |
| اللغة الرسمية                                             | اللغة الصينية القياسية   | اللغة الألمانية                            |
| العملة                                                    | رنمينبي                  | فرنك سويسري                                |
| الناتج المحلي الإجمالي (بليون دولار)                      | 12.24 تريليون            | 6.29 مليار                                 |
| الناتج المحلي الإجمالي (تعادل القوة الشرائية) بليون دولار | 19.82 تريليون            |                                            |
| الناتج المحلي الإجمالي الاسمي للفرد دولار أمريكي          | 8.03 ألف                 |                                            |
| الناتج المحلي الإجمالي للفرد دولار أمريكي                 | 13.21 ألف                |                                            |
| مؤشر التنمية البشرية                                      | 0.728                    | 0.908                                      |
| رمز المكالمات الدولي                                      | +86                      | +423                                       |
| رمز الإنترنت                                              | .cn، .中国 ‏، .中國 ‏      | .li                                        |
| المنطقة الزمنية                                           | توقيت الصين، ت ع م+08:00 | توقيت وسط أوروبا، ت ع م+01:00، ت ع م+02:00 |

## منظمات دولية مشتركة
يشترك البلدان في عضوية مجموعة من المنظمات الدولية، منها:
| علم المنظمة | اسم المنظمة                   | تاريخ انضمام الصين | تاريخ انضمام ليختنشتاين |
| ----------- | ----------------------------- | ------------------ | ----------------------- |
|             | الاتحاد البريدي العالمي       | ?                  | ?                       |
|             | الاتحاد الدولي للاتصالات      | 1 سبتمبر 1920      | 25 يوليو 1963           |
|             | منظمة حظر الأسلحة الكيميائية  | ?                  | ?                       |
|             | منظمة التجارة العالمية        | 11 ديسمبر 2001     | ?                       |
|             | منظمة الشرطة الجنائية الدولية | ?                  | ?                       |
|             | الأمم المتحدة                 | 25 أكتوبر 1971     | 18 سبتمبر 1990          |

## وصلات خارجية
- موقع وزارة الخارجية الصينية